# Pardosa hetchi
Pardosa hetchi là một loài nhện trong họ Lycosidae.
Loài này thuộc chi Pardosa. Pardosa hetchi được Ralph Vary Chamberlin & Wilton Ivie miêu tả năm 1942.